# Jürgen Haase
Jürgen Haase (* 19. ledna 1945, Rückersdorf) je bývalý východoněmecký atlet, běžec na dlouhé tratě, dvojnásobný mistr Evropy v běhu na 10 000 metrů.

## Sportovní kariéra
Ve svých 21 letech zvítězil na mistrovství Evropy v Budapešti v roce 1966 v závodě na 10 000 metrů. V olympijské sezóně 1968 vytvořil na této trati evropský rekord časem 28:04,4, v samotném olympijském závodě obsadil patnácté místo. V následující sezóně obhájil titul mistra Evropy v běhu na 10 000 metrů. Při svém třetím startu na této trati na evropském šampionátu v Helsinkách v roce 1971 vybojoval stříbrnou medaili, když zároveň zaběhl svůj nejlepší výkon 27:53,36. Po skončení aktivní kariéry se stal trenérem.